# Гун Цюся
Гун Цюся́ (кит. трад. 龔秋霞, упр. 龚秋霞, пиньинь Gōng Qiūxiá; настоящее имя — Гун Шаша́ (кит. 龚莎莎) и Гун Цюся́н (кит. 龚秋香), 4 декабря 1918 — 7 сентября 2004) — китайская актриса и певица. Она получила известность в 1940-х годах, как одна из семи великих певиц

## Биография

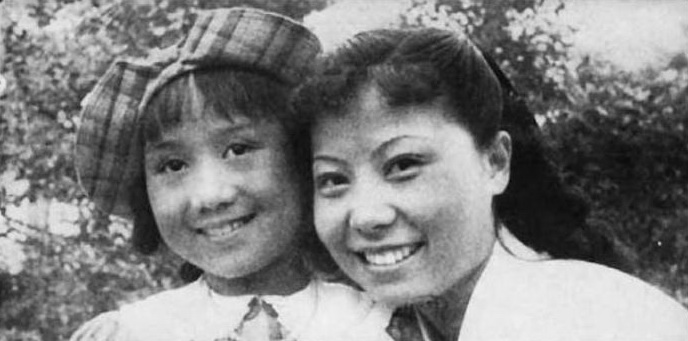
Гун Цюся и Ху Жунжун, 1937 год

В 1933 году Гун путешествовала по всей юго-восточной Азии в качестве члена ансамбля Мэйхуа (кит. 梅花歌舞团). Одним из театральных представлений, в которых она принимала участие были Пять храбрых полководцев (кит. 五虎将). В результате работы в ансамбле, Гун хорошо освоила танцы, в особенности чечётку. Поэтому она имела преимущество в участии в съёмках фильмов, обладая актерскими навыками, умением петь и танцевать.
В 1936 году она снялась в своём первом фильме. В 1937 году она снялась во втором фильме и стала уже достаточно серьёзно относиться к кино. Самым узнаваемым её персонажем была взрослая домохозяйка.
С 1938 по 1980 годы Гун снималась в ряде фильмов. В фильме Четыре сестры (кит. 四姊妹) она заработала себе прозвище «Большая сестра». Всего с 1936 по 1988 годы она снялась в более чем 90 фильмах.
В 1930 году Гун была признана одной из трёх великих певиц в жанре Mandopop, совместно с Чжоу Сюань и Бай Хун.
Гун умерла в Гонконге 7 сентября 2004 года.

## Фильмография
| Год  | Русское название                     | Китайское название (упр.) | Китайское название (трад.) | Международное название                             | Роль       | Релиз |
| ---- | ------------------------------------ | ------------------------- | -------------------------- | -------------------------------------------------- | ---------- | ----- |
| 1936 | Юноша и старик на пляже              | 新旧上海滩                | 新舊上海灘                 | New and Old on the Beach                           |            | —     |
| 1937 | Новогодняя монета                    | 龚秋霞                    | 龔秋霞                     | New Year’s Coin                                    |            | —     |
| 1939 | Маленькая героиня                    | 小俠女                    | 小俠女                     | Little Heroine                                     |            | —     |
| 1941 | Серебряный пистолет                  | 银枪盗                    | 銀槍盜                     | The Silver Pistol                                  |            | —     |
| 1942 | Цветущие розы                        | 蔷薇处处开                | 薔薇處處開                 | Roses in Bloom                                     |            | —     |
| 1942 | Сострадание                          | 博爱                      | 博愛                       | Compassion                                         |            | —     |
| 1942 | Четыре сестры                        | 四姊妹                    | 四姊妹                     | Four Sisters                                       |            | —     |
| 1943 | Облака, закрывающие луну             | 浮云掩月                  | 浮雲掩月                   | Floating Clouds Cover the Moon                     |            | —     |
| 1943 | Скорее раньше, чем позже             | 夜长梦多                  | 夜長夢多                   | Ye Shang Meng Duo                                  |            | —     |
| 1946 | Отцвели цветки ивы, улетели ласточки | 芦花翻白燕子飞            | 蘆花翻白燕子飛             | Gone Are the Swallows When the Willow Flowers Wilt | Мэй Юй     | —     |
| 1947 | Небеса и ад                          | 地狱天堂                  | 地獄天堂                   | Heaven and Hell                                    | Бин Бин    | —     |
| 1947 | Вон там любовь моя                   | 秋水伊人                  | 秋水伊人                   | Yonder, My Love                                    |            | —     |
| 1947 | Ты умен по-своему, я по-своему       | 各有千秋                  | 各有千秋                   | You’re Smart in One Way, I in Another              | Мать Бихуа | —     |
| 1947 | Муки любви                           | 苦恋                      | 苦戀                       | The Pangs of Love                                  | Чу Мэймэй  | —     |
| 1949 | Забытая женщина/Неверная             | 蕩妇心                    | 蕩婦心                     | An Unfaithful Woman                                | Сюй Шухуа  | —     |
| 1950 | Дом, милый дом                       | 南来雁                    | 南來雁                     | Home Sweet Home                                    |            | —     |
| 1950 | Странная женщина                     | 一代妖姬                  | 一代妖姬                   | A Strange Woman                                    |            | —     |
| 1952 | Грозовая ночь                        | 狂风之夜                  | 狂風之夜                   | The Stormy Night                                   |            | —     |
| 1953 | Ритмы радуги                         | 彩虹曲                    | 彩虹曲                     | Rainbow Rhythms                                    |            | —     |
| 1953 | Праздничная луна                     | 中秋月                    | 中秋月                     | Festival Moon                                      |            | —     |
| 1953 | Родительская любовь                  | 寸草心                    | 寸草心                     | Parents' Love                                      |            | —     |
| 1955 | Такое случается с женщинами          | 我是一个女人              | 我是一個女人               | It So Happens to a Woman                           |            | —     |
| 1955 | Полный дом                           | 阖第光临                  | 闔第光臨                   | Full House                                         |            | —     |
| 1955 | Год пришёл, год ушёл                 | 一年之计                  | 一年之計                   | Year In, Year Out                                  |            | —     |
| 1955 | Непоправимый                         | 少女的烦恼                | 少女的煩惱                 | Irreparable                                        |            | —     |
| 1956 | Она подавила свои печали             | 红颜劫                    | 紅顏劫                     | She Swallowed Her Sorrows                          |            | —     |
| 1957 | Где весна?                           | 春归何处                  | 春天歸何虎                 | Whither Spring?                                    |            | —     |
| 1958 | Природа весны                        | 有女怀春                  | 有女懷春                   | The Nature of Spring                               |            | —     |
| 1961 | Леди рэкетир                         | 美人计                    | 美人計                     | The Lady Racketeer                                 |            | —     |
| 1961 | Гроза                                | 雷雨                      | 雷雨                       | Thunderstorm                                       |            | —     |
| 1965 | Потерянная жемчужина                 | 沧海遗珠                  | 滄海遺珠                   | The Lost Pearl                                     |            | —     |
| 1988 | Банды                                | 童党                      | 童黨                       | Gangs                                              |            | —     |